# 卵叶风毛菊
卵叶风毛菊（学名：Saussurea ovatifolia）为菊科风毛菊属的植物，为中国的特有植物。分布于中国大陆的西藏等地，生长于海拔4,290米至5,200米的地区，见于山坡草地及水沟边，目前尚未由人工引种栽培。